# Prey Vêng
Prey Vêng (khm. ក្រុងព្រៃវែង) – miasto w Kambodży, stolica prowincji Prey Vêng. Liczy 63 860 mieszkańców (2008). Ośrodek przemysłowy.